# Ямовка
Ямовка (Ямово-Скляров) — хутор в Миллеровском районе Ростовской области. Входит в состав Туриловского сельского поселения.

## География
На хуторе имеется одна улица: Карьерная.

## История
С ноября 1924 года — в составе Туриловского сельсовета. По данным Всесоюзной переписи населения 1926 года — в Донецком округе Мальчевско-Полненского района Северо-Кавказского края РСФСР; 12 дворов, население — 60 человек (31 мужчина и 29 женщин); 90 % — украинцы, 10 % румыны.

## Население
| 2010 |
| ---- |
| 0    |

## Достопримечательности
Территория Ростовской области была заселена ещё в эпоху неолита. Люди, живущие на древних стоянках и поселениях у рек, занимались в основном собирательством и рыболовством. Степь для скотоводов всех времён была бескрайним пастбищем для домашнего рогатого скота. От тех времён остались курганы с захоронениями жителей этих мест. Курганы и курганные группы находятся на государственной охране. Поблизости от хутора Ямовка расположено несколько групп курганов:
- Курганная группа «Криничный» из трёх курганов. Находится на расстоянии около 5,5 км к юго-западу от хутора Ямовка.
- Курганная группа «Ямовка I» из трёх курганов. Находится на расстоянии около 600 метров к востоку от хутора Ямовка.
- Курганная группа «Ямовка II» (2 кургана). Находится на расстоянии около 1,2 км к северо-востоку от хутора Ямовка.
- Курганная группа «Ямовка III» (2 кургана). Находится на расстоянии около 2,2 км к северо-западу от хутора Ямовка[4].